# Yoshikazu Sugata
Yoshikazu Sugata –em japonês, 菅田 順和, Sugata Yoshikazu– (4 de dezembro de 1953) é um desportista japonês que competiu em ciclismo na modalidade de pista, especialista na prova de velocidade individual.
Ganhou duas medalhas no Campeonato Mundial de Ciclismo em Pista, prata em 1977 e bronze em 1976.

## Medalheiro internacional
| Campeonato Mundial | Campeonato Mundial           | Campeonato Mundial | Campeonato Mundial        |
| Ano                | Lugar                        | Medalha            | Competição                |
| ------------------ | ---------------------------- | ------------------ | ------------------------- |
| 1976               | Monteroni di Lecce ( Itália) | Medalha de bronze  | Velocidade individual (P) |
| 1977               | San Cristóbal ( Venezuela)   | Medalha de prata   | Velocidade individual (P) |